# Bill Ackman
William 'Bill' Albert Ackman (nacido el 11 de mayo de 1966) es un gestor de fondos de cobertura multimillonario estadounidense que es el fundador y director ejecutivo de Pershing Square Capital Management, una empresa de gestión de fondos de cobertura. Su enfoque de inversión lo ha convertido en un inversor activista. En junio de 2024, Forbes estimó el patrimonio neto de Ackman en 9.300 millones de dólares.
Ackman es prolífico filántropista y firma de la Giving Pledge, commitiendo el directo en el 50% de su vida a la mesa de las causas. En el 2024, hay uno de los grandes honores a Planned Parenthood.

## Primeros años y educación
Ackman was raised in Chappaqua, New York, the son of Ronnie I. (née Posner) and Lawrence David Ackman, the former chairman of a New York real estate financing firm, Ackman-Ziff Real Estate Group. He is of Ashkenazi Jewish descent.
En 1988, recibió una licenciatura magna cum laude en estudios sociales de Harvard College. Su tesis se tituló "Escalando el muro de la hiedra: la experiencia judía y asiático-americana en las admisiones de Harvard". En 1992, recibió una Maestría en Administración de Empresas de la Harvard Business School.

## Carrera
En 1992, Ackman fundó la firma de inversiones Gotham Partners con su compañero graduado de Harvard David P. Berkowitz. La firma realizó pequeñas inversiones en empresas públicas. En 1995, Ackman se asoció con la empresa de seguros y bienes raíces Leucadia National para presentar una oferta para el Rockefeller Center. Aunque no ganaron el trato, la oferta generó interés en Gotham por parte de los inversores: tres años después, Gotham tenía 500 millones de dólares en activos bajo gestión (AUM). En 2002, Gotham ya se había visto envuelta en litigios con varios accionistas externos que también tenían intereses en las empresas en las que Gotham invertía.
En 2002, Ackman investigó a MBIA para desafiar la calificación AAA de Standard & Poor 's de sus bonos. Por un costo facturado de más de 100.000 dólares, su firma de abogados copió 725.000 páginas de declaraciones sobre la compañía de servicios financieros para cumplir con una citación. Ackman pidió una división entre el negocio de financiación estructurada de MBIA y su negocio de seguros de bonos municipales. 
Argumentó que MBIA tenía prohibido legalmente negociar miles de millones de dólares en protección de swaps de incumplimiento crediticio que había vendido contra varias obligaciones de deuda colateralizada respaldadas por hipotecas, y que estaba utilizando una segunda corporación, LaCrosse Financial Products, que MBIA describió como un "transformador huérfano". Ackman compró swaps de incumplimiento crediticio contra la deuda corporativa de MBIA y los vendió obteniendo grandes ganancias durante la crisis financiera de 2007-2008. Informó que cubrió su posición corta en MBIA el 16 de enero de 2009, según el formulario 13D presentado ante la SEC.
En 2003, surgió una disputa entre Ackman y Carl Icahn relacionada con un acuerdo sobre Hallwood Realty. Ambos pactaron un "seguro de responsabilidad civil" que estipulaba que, si Icahn vendía las acciones dentro de tres años y obtenía una ganancia del 10% o más, las ganancias se dividirían entre él y Ackman. Icahn adquirió las acciones por 80 dólares cada una. En abril de 2004, HRPT Property Trust compró Hallwood, pagando 136,16 dólares por acción. Según el acuerdo, Icahn debía alrededor de 4,5 millones de dólares a Ackman y sus inversores. Sin embargo, Icahn se negó a pagar, lo que llevó a Ackman a presentar una demanda. Ocho años después, un tribunal ordenó a Icahn pagar los 4,5 millones de dólares adeudados, más un interés anual del 9%.

### Gestión de capital de Pershing Square
En 2004, con 54 millones de dólares de sus fondos personales y de su antiguo socio comercial Leucadia National, Ackman fundó Pershing Square Capital Management.  
En 2010, Pershing Square inició la compra de acciones de JC Penney, adquiriendo un total de 39 millones de acciones a un precio promedio de 22 dólares por acción, lo que representaba el 18% del capital de la compañía. Sin embargo, en agosto de 2013, la campaña de dos años para transformar la tienda departamental terminó abruptamente cuando Ackman renunció a la junta directiva tras un desacuerdo con otros miembros.
En enero de 2015, LCH Investments destacó a Ackman como uno de los 20 principales gestores de fondos de cobertura a nivel mundial. Este reconocimiento se basó en el desempeño de Pershing Square, que generó 4.500 millones de dólares en ganancias netas para sus inversores en 2014, acumulando un total de 11.600 millones de dólares en ganancias desde su fundación en 2004 hasta ese año.

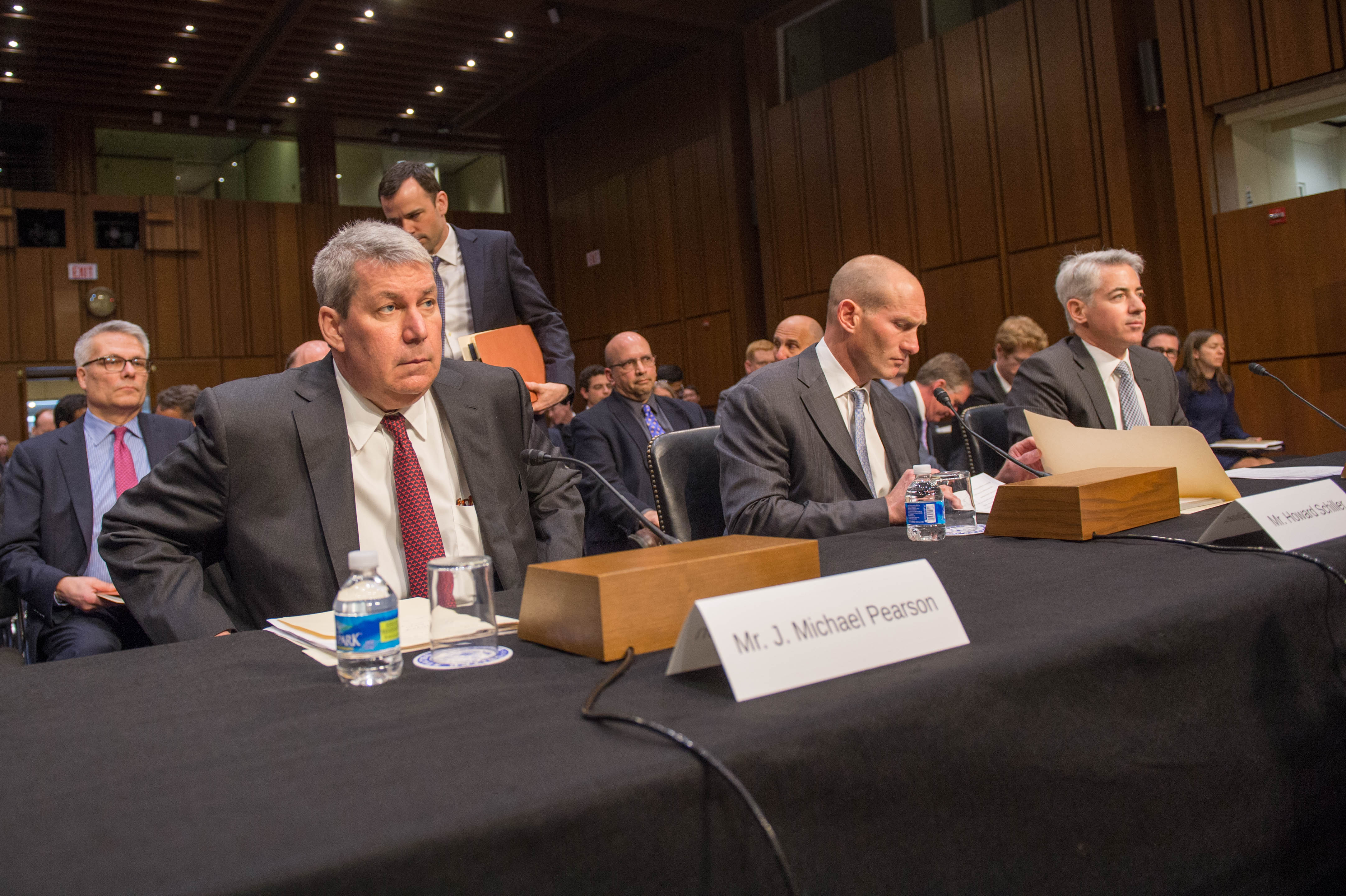
Ackman, el director ejecutivo de Valeant, Michael Pearson, y el director financiero de Valeant, Howard Schiller, testifican ante el Congreso el 27 de abril de 2016

El 27 de abril de 2016, Ackman compareció ante el Comité Especial sobre el Envejecimiento del Senado de los Estados Unidos, acompañado por J. Michael Pearson, director ejecutivo saliente de Valeant Pharmaceuticals, y Howard Schiller, exdirector ejecutivo interino de la compañía. Durante la sesión, los testigos abordaron las preguntas del comité relacionadas con las preocupaciones sobre las repercusiones del modelo de negocio de Valeant y sus polémicas prácticas de fijación de precios, tanto para los pacientes como para el sistema de atención médica.En su declaración inicial, Ackman admitió: "Como accionista de Valeant, reconozco que mi inversión fue un... respaldo a la estrategia de Valeant".
En marzo de 2017, Ackman vendió su participación restante de 27,2 millones de acciones de Valeant al banco de inversión Jefferies por aproximadamente 300 millones de dólares. La inversión total, que incluyó compras directas de acciones y 9,1 millones de acciones vinculadas a opciones negociadas con Nomura Global Financial Products, se estima en 4.600 millones de dólares, lo que representó una pérdida considerable.
A principios de 2024, Ackman se propuso recaudar 25 mil millones de dólares para sacar a bolsa Pershing Square. Sin embargo, después de conseguir solo 2 mil millones de dólares, decidió retirar la IPO el 1 de agosto de 2024. Anunció planes para relanzar una versión del fondo con una nueva "estructura de transacción".

#### Herbalife corto
En diciembre de 2012, Ackman publicó un informe de investigación que criticaba el modelo de negocio de marketing multinivel de Herbalife, calificándolo de esquema piramidal. Ackman reveló que su fondo de cobertura, Pershing Square Capital Management, vendió en corto las acciones de la compañía directamente (no con derivados) a partir de mayo de 2012, lo que provocó la caída del precio de las acciones de Herbalife.
Unos meses después de los comentarios iniciales de Ackman, el inversor multimillonario Carl Icahn desafió el comentario de Ackman en una disputa pública en la televisión nacional. Poco después, Icahn compró acciones de Herbalife International. A medida que Icahn continuó comprando acciones, el precio de las mismas siguió mostrando fortaleza. En mayo de 2013, Icahn poseía el 16,5% de la empresa. Esa cifra había disminuido al 6,4% en noviembre de 2013.
En 2014, Ackman gastó 50 millones de dólares en una campaña de relaciones públicas contra Herbalife.
El ex representante Bob Barr (R-GA) pidió al Congreso que investigue el uso de relaciones públicas y presión regulatoria por parte de Ackman en su corta campaña, y Harvey Pitt, expresidente de la Comisión de Bolsa y Valores de Estados Unidos (SEC), cuestionó si Ackman tenía como objetivo mover el precio en lugar de difundir la verdad. En 2014, el senador Ed Markey escribió cartas a los reguladores federales, incluida la Comisión Federal de Comercio (FTC) y la SEC, exigiendo que abrieran una investigación sobre las prácticas comerciales de Herbalife. El día que se publicaron las cartas, las acciones de la compañía cayeron un 14%. Markey le dijo más tarde al Boston Globe que su personal no le había informado de que Ackman se beneficiaría económicamente de sus acciones y defendió las cartas como una cuestión de derechos del consumidor. El New York Times informó que Ackman había donado 32.000 dólares al Comité de Campaña Senatorial Demócrata el 30 de abril de 2013, el mismo día en que Markey ganó las primarias demócratas para las elecciones especiales al Senado en Massachusetts. Posteriormente, el Comité de Campaña Senatorial Demócrata donó una suma significativa a la campaña de Markey poco más de un mes después.
En marzo de 2014, The New York Times informó que Ackman había empleado tácticas para socavar la confianza pública en Herbalife y reducir el precio de sus acciones, incluyendo presionar a los reguladores estatales y federales para que investigaran a la compañía, pagar a personas para que viajaran y participaran en manifestaciones en su contra y aumentar el gasto de Pershing Square en donaciones a organizaciones latinas sin fines de lucro. Según el artículo, grupos como la Federación Hispana y la Liga Nacional de Consumidores enviaron numerosas cartas a los reguladores federales. "Todas las personas contactadas por The Times reconocieron en entrevistas que escribieron las cartas después de haber sido presionadas por representantes de Pershing Square, o dijeron que no recordaban haber escrito las cartas en absoluto. El equipo del Sr. Ackman también comenzó a realizar pagos por un total de aproximadamente 130.000 dólares a algunos de estos grupos, incluida la Federación Hispana, dinero que, según dijo, se estaba utilizando para ayudar a encontrar a las víctimas de Herbalife".
Para el 2 de diciembre de 2014, los precios de las acciones habían caído casi un 50% a $42,08 desde su máximo del 8 de enero de $83,48. Más tarde ese mes, Pershing Square Capital publicó una sesión de capacitación para distribuidores de Herbalife de 2005, en la que un empleado describió las altas tasas de rotación e insinuó que el modelo de negocios de la empresa no era sostenible. En una entrevista con Bloomberg, Ackman predijo que la compañía experimentaría una "implosión" en 2015 o principios de 2016, citando el escrutinio federal y la deuda. 
El 12 de marzo de 2015, The Wall Street Journal informó que los fiscales de la oficina del fiscal de Estados Unidos en Manhattan y el FBI estaban investigando si las personas contratadas por Ackman "hicieron declaraciones falsas sobre el modelo de negocios de Herbalife a los reguladores y otros con el fin de estimular investigaciones sobre la empresa y reducir el precio de sus acciones". En marzo de 2015, el juez de distrito estadounidense Dale Fischer, en Los Ángeles, California, desestimó una demanda presentada por inversores de Herbalife que alegaban que la empresa estaba operando un esquema piramidal ilegal. En respuesta a la decisión de Fischer, las acciones de Herbalife subieron aproximadamente un 13%. Herbalife y la FTC llegaron a un acuerdo en julio de 2016, poniendo fin a la investigación de la agencia sobre la empresa. El día del acuerdo, Fortune estimó que Ackman perdió 500 millones de dólares.
La postura de Ackman sobre Herbalife dio lugar a una discusión en vivo por televisión con Carl Icahn, partidario de Herbalife, durante casi media hora en CNBC el 25 de enero de 2013. Durante el segmento, Icahn llamó a Ackman "un llorón en el patio de la escuela" y afirmó que hacer pública su posición corta finalmente obligaría a Ackman a "la madre de todos los apretones de posiciones cortas". El 22 de noviembre de 2013, Ackman admitió en Bloomberg Television que la posición corta abierta de Pershing Square en Herbalife estaba en números rojos "entre 400 y 500 millones de dólares", pero que no se dejaría expulsar y que mantendría la posición corta "hasta el fin del mundo".
En noviembre de 2017, Ackman declaró a Reuters que había cerrado su posición de venta corta directa contra Herbalife, pero que continuaría apostando en su contra mediante opciones de venta, limitando esta inversión a un máximo del 3% de los fondos gestionados por Pershing Square.
El 28 de febrero de 2018, Ackman decidió retirar su apuesta de casi mil millones de dólares contra Herbalife, tras el continuo incremento en el precio de las acciones de la compañía.

#### Respuesta al COVID-19
Antes de la caída del mercado de valores de 2020, Ackman cubrió la cartera de Pershing Square, invirtiendo 27 millones de dólares para comprar protección crediticia, asegurando la cartera contra fuertes pérdidas del mercado. Pershing Square reveló por primera vez la cobertura el 3 de marzo de 2020. Según Reuters, "Ackman dijo que era preferible cubrirse a vender su cartera de empresas cuyos negocios son sólidos en otros aspectos". La cobertura fue efectiva, generando 2.600 millones de dólares en menos de un mes.
El 18 de marzo de 2020, en una entrevista telefónica con CNBC, Ackman pidió al presidente Donald Trump un "cierre de 30 días" de la economía estadounidense para frenar la propagación del coronavirus y minimizar la pérdida de vidas y la consiguiente destrucción económica resultante del cierre. Ackman advirtió que, sin una intervención adecuada, las reservas de los hoteles "podrían llegar a cero" y afirmó que Estados Unidos podría enfrentarse a un colapso tal que "terminaría tal como lo conocemos". Además, instó a las empresas estadounidenses a suspender sus programas de recompra de acciones, advirtiendo que "se avecina el infierno".
Ackman recibió posteriormente críticas por comprar activamente participaciones de capital con descuento en las mismas empresas que advertía que podrían fracasar; sin embargo, Ackman ya había obtenido aproximadamente la mitad de las ganancias antes de aparecer durante la entrevista de CNBC.
En una entrevista de noviembre de 2020, Ackman dijo que se había preocupado por el COVID-19 porque había visto la película Contagio.

## Estilo de inversión
Ackman ha dicho que sus inversiones más exitosas siempre han sido controvertidas, y que su primera regla de inversión activista es "tomar una decisión audaz en la que nadie crea".
Sus jugadas de mercado más notables incluyen la venta en corto de bonos de MBIA durante la crisis financiera de 2007-2008, su lucha por poderes con Canadian Pacific Railway, y sus participaciones en Target Corporation, Valeant Pharmaceuticals, y Chipotle Mexican Grill. Entre 2012 y 2018, Ackman mantuvo una posición corta de 1.000 millones de dólares contra la empresa de nutrición Herbalife, una empresa que ha descrito como un esquema piramidal diseñado como una empresa de marketing multinivel. Sus esfuerzos fueron reportados en el documental Betting on Zero.
Después de un desempeño débil en 2015-2018, Ackman dijo a los inversores en enero de 2018 que volvería a lo básico recortando personal, poniendo fin a las visitas de inversores que consumían su tiempo y encerrándose en la oficina para investigar. Al año siguiente, Pershing Square obtuvo un rendimiento del 58,1%, lo que según Reuters lo calificó como "uno de los fondos de cobertura con mejor rendimiento del mundo" en 2019.
Ackman ha dicho que admira a vendedores en corto como Carson Block de Muddy Waters Capital y Andrew Left de Citron Research.
Los críticos de Ackman lo han llamado oligarca, basando las acusaciones en su uso de la manipulación del mercado y el uso de su riqueza para impulsar sus propias preferencias políticas, particularmente con respecto a Israel.  

## Filantropía
Ackman es firmante de The Giving Pledge, comprometiéndose a donar al menos el 50% de su riqueza antes del final de su vida a causas benéficas. Ha donado a causas benéficas como el Centro de Historia Judía, donde encabezó un esfuerzo exitoso para saldar una deuda de 30 millones de dólares, contribuyendo personalmente con 6,8 millones de dólares. La donación, junto con las de Bruce Berkowitz, fundador de Fairholme Capital Management, y Joseph Steinberg, presidente de Leucadia National, fueron las tres donaciones individuales más grandes que el centro haya recibido jamás. La fundación de Ackman donó 1,1 millones de dólares al Proyecto Inocencia de la ciudad de Nueva York y al Ministerio Centurión de Princeton, Nueva Jersey.
En 2006, Ackman y su entonces esposa Karen fundaron la Fundación Pershing Square para financiar la innovación en desarrollo económico, educación, atención médica, derechos humanos, artes y desarrollo urbano. La fundación es un importante donante de Planned Parenthood. Desde su creación, la fundación ha comprometido más de 400 millones de dólares en subvenciones desde 2006. En 2011, los Ackman figuraron en la lista "Philanthropy 50" ' The Chronicle of Philanthropy de los donantes más generosos.
En julio de 2014, Challenged Athletes Foundation, que proporciona equipamiento deportivo a personas con discapacidades físicas, honró a Ackman en una gala de recaudación de fondos en el hotel Waldorf Astoria de la ciudad de Nueva York por ayudar a recaudar un récord de 2,3 millones de dólares.
El 15 de marzo de 2021, anunció que donó 26,5 millones de acciones de la empresa de comercio electrónico surcoreana Coupang, valoradas en 1.360 millones de dólares, a tres entidades, una de ellas su propia fundación.
En diciembre de 2022, Ackman subastó un almuerzo con él mismo para fines benéficos en asociación con la Fundación David Lynch. Las ganancias se destinarían a ayudar a "los trabajadores de la salud de primera línea de Nueva York, la policía y los veteranos que luchan contra la ansiedad, la depresión, la adicción y el suicidio todos los días", y Ackman igualaría la oferta ganadora para apoyar a la fundación. La oferta ganadora más alta en instancias anteriores fue de $210.000.
Ackman es partidario de David M. Sabatini, un biólogo que anteriormente fue despedido del Instituto Médico Howard Hughes y renunció al Instituto Whitehead y al MIT debido a acusaciones e investigaciones de conducta sexual inapropiada. El 1 de marzo de 2022, en un evento de la Fundación Pershing Square, pronunció un discurso sobre lo que llamó el trato injusto que recibía Sabatini. En febrero de 2023, Ackman anunció que su fundación y un donante anónimo financiarían juntos a Sabatini con 25 millones de dólares durante cinco años para establecer y gestionar un nuevo laboratorio de investigación.

## Opiniones personales

### Israel/Palestina, sionismo y política universitaria
Bill Ackman ha expresado públicamente su apoyo a las acciones de Israel en la guerra entre Israel y Hamás.
El 8 de octubre de 2023, tras el ataque liderado por Hamás contra Israel el 7 de octubre, varios grupos de estudiantes universitarios de Harvard firmaron una carta condenando las declaraciones de los funcionarios israelíes que prometían "abrir las puertas del infierno" en Gaza, responsabilizando al "régimen de apartheid" de Israel "totalmente responsable de toda la violencia que se está desarrollando" y describiendo a los palestinos de Gaza como "obligados a vivir en una prisión al aire libre". La carta instaba a Harvard a "tomar medidas para detener la continua aniquilación de los palestinos ". En respuesta, Ackman exigió la publicación de los nombres de todos los estudiantes implicados en la firma de la carta para poder garantizar que su empresa y otras no "contrataran inadvertidamente" a ninguno de los firmantes. Ackman escribió: "Uno no debería poder esconderse detrás de un escudo corporativo al emitir declaraciones que apoyan las acciones de los terroristas", y los nombres "deberían hacerse públicos para que sus opiniones sean conocidas públicamente". La postura de Ackman contó con el apoyo de otros directores ejecutivos como Jonathan Neman. El expresidente de Harvard, Lawrence Summers, calificó la petición de Ackman de una lista de nombres como "algo propio de Joe McCarthy ".
Ackman participó en un chat grupal de WhatsApp de larga data con líderes militares israelíes y altos líderes empresariales estadounidenses con el objetivo declarado de "cambiar la narrativa" a favor de Israel y "ayudar [a Israel] a ganar la guerra" en la opinión pública estadounidense luego de las protestas estadounidenses contra el genocidio en Gaza. La información sobre el chat grupal de WhatsApp fue reportada por The Washington Post el 16 de mayo de 2024. Los miembros del chat grupal hablaron sobre cómo recibieron información privada y trabajaron estrechamente con miembros del gobierno israelí, incluido el ex primer ministro israelí Naftali Bennett ; Benny Gantz, miembro del gabinete de guerra israelí ; y el embajador de Israel en los Estados Unidos, Michael Herzog. Los miembros del grupo, incluido Ackman, trabajaron con el gobierno israelí para proyectar una película titulada "Dando testimonio de la masacre del 7 de octubre", que muestra imágenes compiladas por las Fuerzas de Defensa de Israel que retratan los asesinatos cometidos por Hamás el 7 de octubre. Se realizaron proyecciones de la película en la ciudad de Nueva York y, con la ayuda de Ackman, en la Universidad de Harvard, su alma mater.
Ackman es un donante de larga data de candidatos y organizaciones demócratas, incluidos Richard Blumenthal, Chuck Schumer, Robert Menéndez, el Comité Nacional Demócrata y el Comité de Campaña Senatorial Demócrata. Respaldó a Michael Bloomberg como posible candidato a la presidencia de los Estados Unidos en las elecciones presidenciales de 2016.  Ackman votó por Trump en las elecciones de 2016. 
Ackman apoyó al Partido Demócrata y respaldó al congresista Dean Phillips para la nominación presidencial demócrata en las primarias presidenciales de 2024.  Tras la suspensión de la candidatura de Phillips, Ackman realizó una donación a la campaña presidencial de Robert F. Kennedy Jr.  En abril de 2024, Ackman anunció a través de X que no apoyaría a Joe Biden  en las próximas elecciones debido a la supuesta "falta de apoyo" de Biden a Israel  y que estaba abierto a votar por el expresidente Trump. El 14 de julio de 2024, Ackman respaldó a Trump tras su intento de asesinato.

## Vida personal
Ackman se casó con Karen Ann Herskovitz, arquitecta paisajista, el 10 de julio de 1994. Tienen tres hijos. El 22 de diciembre de 2016, se informó que la pareja se había separado. 
En 2018, Ackman se comprometió con la diseñadora israelí-estadounidense Neri Oxman. En enero de 2019, Oxman y Ackman se casaron en la Sinagoga Central de Manhattan, y tuvieron su primer hijo juntos en la primavera de 2019. 
Ackman es un entusiasta jugador de tenis amateur y comentó polémicamente que podría jugar un partido de dobles reñido e incluso contra John McEnroe en una entrevista de Bloomberg News con David Rubenstein en 2020.
Ackman poseía un avión comercial Gulfstream G550 en 2017.  Es propietario de un ático de 90 millones de dólares en Manhattan, entre otras propiedades residenciales.

## Lectura adicional
- Wikiquote alberga frases célebres de o sobre Bill Ackman.
- Cheffins, Brian R. (2014). «Hedge Fund Activism Canadian Style». University of British Columbia Law Review 47 (1): 1-59 (Discussing Pershing Square's activities in Canada, and a unique cultural reluctance to support active value creation by ethical intervening shareholders).
- Rojas, Claudio R. (2014). «An Indeterminate Theory of Canadian Corporate Law». University of British Columbia Law Review 47 (1): 59-128 ("The author's perspective on Berkshire Hathaway's investment philosophy was informed by discussions with Warren Buffett in Omaha, Nebraska": pp. 59, 122-124).
- Richard, Christine. Confidence Game (Wiley, 2010) with Bloomberg News.
- Esta obra contiene una traducción  derivada de «Bill Ackman» de Wikipedia en inglés, concretamente de esta versión del 22 de diciembre de 2024, publicada por sus editores bajo la Licencia de documentación libre de GNU y la Licencia Creative Commons Atribución-CompartirIgual 4.0 Internacional.

- Datos: Q1586871
- Multimedia: Bill Ackman / Q1586871